# Nancy Carroll
Nancy Carroll (født Ann Veronica LaHiff; 19. november 1903, død 6. august 1965) var en amerikansk teater,- tv- og filmskuespiller. Hun var en af største stjerner i Hollywood i begyndelsen af 1930'erne. Hun blev nomineret for en Oscar for bedste kvindelige skuespiller for sin præstation i filmen The Devil's Holiday fra 1930.

## Opvækst
Carroll blev døbt Ann Veronica Lahiff i New York, og var af irsk afstamning. Hun dansede sammen med sin søster engang et dansnummer i en lokal talentkonkurrence, der bragte hende på teateret derefter til film.

## Karriere
Carroll begyndte sin skuespillerkarriere i Broadway-musicals. Hun blev en succesfuld skuespiller i "tonefilm", fordi hendes musikalske baggrund gjorde hende i stand til at medvirke i filmmusicals i 1930'erne. Hendes filmdebut var i Klæd din Kone paa fra 1927.
I 1928 medvirkede hun i otte film. Èn af dem var Hvad der kommer let gaar let, hvor hun spillede Richard Dix. Denne film gjorde hende til en filmstjerne. I 1929 medvirkede i Ulven fra Wall Street  med George Bancroft og Olga Baclanova. Hun blev nomineret til en Oscar for bedste kvindelige hovedrolle i 1930, for præstation i The Devil's Holiday. Blandt sine andre film Laughter, Paramounts Stjerneparade, Hot Saturday med Cary Grant og Randolph Scott,  Et Kys foran Spejlet instrueret af James Whale og Manden, jeg dræbte instrueret af Ernst Lubitsch.
Da hun havde en kontrakt med Paramount Pictures, tog Carroll ofte roller, der blev tilbudt hende og fik et ry som en venlig og samarbejdsvillig skuespiller. På trods af hendes evne til at beskæftige sig med lette komedier, tårevædet melodramaer, og selv musicals og blev rost af både kritikere og publikum, (hun fik flest fanbreve end nogen anden stjerne i begyndelsen af 1930'erne) blev hun frigivet af studiet. I midten af 1930'erne fik hun en kontrakt med Columbia Pictures og indspillede fire mindre film og var således ikke længere en A-skuespiller.

## Senere år
Carroll stoppede med at indspille film i 1938 og vendte tilbage til scenen og medvirkede i den tidlige tv-serien The Aldrich Familie i 1950. I de følgende år gæstemedvirkede hun i tv-versionen af The Egg and I, hvor hendes datter Patricia Kirkland medvirkede.

## Død
Den 6. august 1965 blev Carroll fundet død efter at hun ikke var mødt op på teatret til et spil. Årsagen til hendes død var en arterieforstyrrelse. Hun blev 61 år gammel.
For hendes bidrag til filmindustrien har Nancy Carroll en stjerne på Hollywood Walk of Fame på 1719 Vine Street.

## Filmografi
| Film      | Film                                   | Film                            | Film                                                          |
| År        | Titel                                  | Rolle                           | Notering                                                      |
| --------- | -------------------------------------- | ------------------------------- | ------------------------------------------------------------- |
| 1927      | Klæd din Kone paa                      | Mazie                           |                                                               |
| 1928      | Lille Rosemarie                        | Rosemary Murphy                 |                                                               |
| 1928      | Hvad der kommer let gaar let           | Barbara Quayle                  |                                                               |
| 1928      | Fars Pige                              | Maisie Devoe                    |                                                               |
| 1928      | The Water Hole                         | Judith Endicott                 |                                                               |
| 1928      | Manhattan Cocktail                     | Babs Clark                      | Tabt film undtagen et segment på et minut af Slavko Vorkapich |
| 1928      | En falden Engel                        | Daisy Heath                     |                                                               |
| 1929      | Ulven fra Wall Street                  | Gert                            |                                                               |
| 1929      | Sin Sister                             | Pearl                           |                                                               |
| 1929      | Broadwaystjernen                       | Marjorie Merwin                 |                                                               |
| 1929      | Livets Dans                            | Bonny Lee King                  |                                                               |
| 1929      | Illusion                               | Claire Jernigan                 |                                                               |
| 1929      | Sweetie                                | Barbara Pell                    |                                                               |
| 1930      | Hotellet i Sydhavet                    | Alma                            | Alternativ titel: Two Against Death                           |
| 1930      | Honey                                  | Olivia Dangerfield              |                                                               |
| 1930      | The Devil's Holiday                    | Hallie Hobart                   | Nomineret - Oscar for bedste kvindelige hovedrolle            |
| 1930      | Laughter                               | Peggy Gibson                    |                                                               |
| 1930      | Paramounts Stjerneparade               | Sig selv                        | Cameo                                                         |
| 1930      | Follow Thru                            | Lora Moore                      |                                                               |
| 1931      | Stolen Heaven                          | Mary                            |                                                               |
| 1931      | Nattens Engel                          | Yula Martini                    |                                                               |
| 1931      | Personal Maid                          | Nora Ryan                       |                                                               |
| 1932      | Manden, jeg dræbte                     | Fraulein Elsa                   | Alternativ titel: The Man I Killed                            |
| 1932      | Wayward                                | Daisy Frost                     |                                                               |
| 1932      | Hot Saturday                           | Ruth Brock                      |                                                               |
| 1932      | Vi flygter sammen                      | Tanyusha Krasnoff               |                                                               |
| 1932      | Hævneren                               | Lora Madigan                    |                                                               |
| 1933      | Child of Manhattan                     | Madeleine McGonegle             |                                                               |
| 1933      | Kvinden paa Anklagebænken              | Glenda O'Brien                  |                                                               |
| 1933      | Et Kys foran Spejlet                   | Maria Held                      |                                                               |
| 1933      | I Love That Man                        | Grace Clark                     |                                                               |
| 1934      | Springtime for Henry                   | Julia Jelliwell                 |                                                               |
| 1934      | Atlanterhavs-Mysteriet                 | Sally Marsh                     | Alternativ titel: Keep 'Em Laughing                           |
| 1934      | Ni sekunder                            | Josephine "Jo" Douglas O'Roarke |                                                               |
| 1935      | I'll Love You Always                   | Nora Clegg                      |                                                               |
| 1935      | After the Dance                        | Anne Taylor                     |                                                               |
| 1935      | Atlantic Adventure                     | Helen Murdock                   |                                                               |
| 1938      | I de unge Aar                          | Grace Bristow                   |                                                               |
| 1938      | Den forsvundne arving                  | Dorothy Moore                   |                                                               |
| TV        |                                        |                                 |                                                               |
| År        | Titel                                  | Rolle                           | Notering                                                      |
| 1950–1951 | The Aldrich Family                     | Alice Aldrich #2                | Ukendt antal afsnit                                           |
| 1951      | Faith Baldwin Romance Theatre          |                                 | 1 afsnit                                                      |
| 1951      | The Egg and I                          | Bettys mor                      | Ukendt antal afsnit                                           |
| 1959      | The Further Adventures of Ellery Queen | Fanny Wilson                    | 1 afsnit                                                      |
| 1961      | Naked City                             | Bernice Hacker                  | 1 afsnit                                                      |
| 1962      | The United States Steel Hour           |                                 | 2 afsnit                                                      |
| 1963      | Rockabye the Infantry                  | Hortense Tyler                  | TV-film                                                       |
| 1963      | Going My Way                           | Nora Callahan                   | Afsnit: "Cornelius Come Home"                                 |